# 全日本テレビ番組製作社連盟
一般社団法人全日本テレビ番組製作社連盟（ぜんにほんテレビばんぐみせいさくしゃれんめい、英: Association of All Japan TV Program Production Companies、略称: ATP）は、日本の映像制作プロダクション（テレビ番組制作会社）が加盟する業界団体。元総務省所管。

## 概要
1982年に「テレビ番組の公共性と社会的機能の多様化にかんがみ、その質的向上を図ることによって、我が国の放送文化の発展と国民の文化的生活の向上に寄与すること」を目的として、21社の映像プロダクションからなる任意団体として設立。1986年に社団法人に移行し、2013年に一般社団法人に移行した。2016年現在、約120社の映像プロダクションが加盟する。
主要な事業としては、優れたテレビ番組を顕彰する「ATP賞テレビグランプリ」、番組制作者の人材確保・育成のための就職フェア「テレビ番組製作会社合同就職フェス」（旧「TVエグザム」）、テレビ番組の国際共同製作促進のためのフォーラム「Tokyo Docs」（旧・東京TVフォーラム）などがある。
|   | 在任期間        | 氏名     | 所属（当時）           |
| - | --------------- | -------- | ---------------------- |
| 1 | 1982年 - 1986年 | 石川甫   | テレパック             |
| 2 | 1986年 - 1992年 | 澤田隆治 | 東阪企画               |
| 3 | 1992年 - 1995年 | 村木良彦 | テレビマンユニオン     |
| 4 | 1995年 - 1996年 | 藤井潔   | クリエイティブネクサス |
| 5 | 1996年 - 2002年 | 静永純一 | CNインターボイス       |
| 6 | 2002年 - 2008年 | 工藤英博 | PDS                    |
| 7 | 2008年 - 2012年 | 中尾幸男 | C.A.L                  |
| 8 | 2012年 - 2018年 | 倉内均   | アマゾンラテルナ       |
| 9 | 2018年 - 現職   | 福浦与一 | IVSテレビ制作          |

## ATP賞テレビグランプリ
ATP賞テレビグランプリは、全日本テレビ番組製作社連盟が「製作会社の社会的機能を高め、制作スタッフ一人ひとりの情熱や気概に応える」ことを目的に、優れたテレビ番組を顕彰する賞。「ドラマ部門」「ドキュメンタリー部門」「情報・バラエティ部門」の3ジャンルで作品を募集し、100本を超える応募作品の中から、グランプリ、最優秀賞、優秀賞、奨励賞などを選出する。また、第4回から準グランプリに相当する「総務大臣賞」（第17回までは「郵政大臣賞」）が設けられている。
グランプリ・総務大臣賞（郵政大臣賞）以外の受賞作品は公式サイト参照のこと。なお、番組名表記はATP賞公式サイトの表記に準じた。

### 歴代グランプリ
- 第1回（1984年） - 『波の盆』 テレビマンユニオン / 日本テレビ
- 第2回（1985年） - 『ニュートンスペシャル 母なる大地45億年の鼓動』 日本テレワーク / 日本テレビ
- 第3回（1986年） - 『忠臣蔵』 ユニオン映画 / 日本テレビ
- 第4回（1987年） - 『男女7人夏物語』 テレパック / TBS
- 第5回（1988年） - 『極める 〜匠と至芸の世界〜』 グレートデン / テレビ東京
- 第6回（1989年） - 『ウルトラマンをつくった男たち』 木下プロダクション、円谷プロダクション、オフィスヘンミ / TBS
- 第7回（1990年） - 『赤道物語』 ドキュメンタリージャパン / テレビ朝日
- 第8回（1991年） - 『カノッサの屈辱』 日本テレワーク / フジテレビ
- 第9回（1992年） - 『探偵!ナイトスクープ「全国アホ・バカ分布図の完成」』 クリエイティブ・ジョーズ / 朝日放送
- 第10回（1993年） - 『リツ子・その愛・その死』 PDS / テレビ東京
- 第11回（1994年） - 『永井荷風 踊子』 総合ビジョン / テレビ東京
- 第12回（1995年） - 『料理の鉄人』日本テレワーク / フジテレビ
- 第13回（1996年） - 『藏 KURA』テレパック、NHKエンタープライズ21 / NHK BS2
- 第14回（1997年） - 『20世紀末黙示録〜もの食う人びと〜』 クリエイティブネクサス、東映 / 名古屋テレビ
- 第15回（1998年） - 『君の手がささやいている』 メディアミックス・ジャパン / テレビ朝日
- 第16回（1999年） - 『スーパーテレビ情報最前線「大新宿ノラ猫物語〜小さな子猫の大冒険〜」』えふぶんの壱 / 日本テレビ
- 第17回（2000年） - 『「課外授業ようこそ先輩」〜戦争を学ぶ　命を考える〜国境なき医師団・医師貫戸朋子』 東京ビデオセンター、NHKエンタープライズ21 / NHK総合
- 第18回（2001年） - 『BSスペシャルシリーズ「世紀を刻んだ歌」花はどこへいった〜静かなる祈りの反戦歌〜』 テレコムスタッフ、NHKエンタープライズ21 / NHK BS2
- 第19回（2002年） - 『ビートたけしのTVタックル 小泉人気便乗企画第3弾!「こんなハズじゃなかった ヤバイぞニッポンの政治!?」』 オフィス・トゥー・ワン / テレビ朝日
- 第20回（2003年） - 『ハイビジョンスペシャル「麦客（まいか）〜中国・激突する鉄と鎌〜」』東京ビデオセンター、NHKエンタープライズ21 / NHK-hi
- 第21回（2004年） - 『白い巨塔』 共同テレビジョン / フジテレビ
- 第22回（2005年） - 『にんげんドキュメント かあちゃんは好敵手〜棋士 藤沢秀行と妻モト〜』東京ビデオセンター、NHKエンタープライズ / NHK
- 第23回（2006年） - 『戦後60年特別企画「祖国」』 東阪企画 / WOWOW
- 第24回（2007年） - 『特捜! ザ・リアル海猿』ドキュメンタリージャパン / テレビ朝日
- 第25回（2008年） - 『ETV特集「アンジェイ・ワイダ 祖国ポーランドを撮り続けた男」』NHKエンタープライズ、ドキュメンタリージャパン / NHK教育
- 第26回（2009年） - 『連続ドラマW「空飛ぶタイヤ」』東阪企画 / WOWOW
- 第27回（2010年） - 『ドラマ10「八日目の蝉」』 テレパック / NHK総合
- 第28回（2011年） - 『フリーター、家を買う。』共同テレビジョン / フジテレビ
- 第29回（2012年） - 『世界の果てまでイッテQ!　〜マッターホルン登頂スペシャル〜』 コール、日企、極東電視台、ジッピー・プロダクション、アクロ / 日本テレビ
- 第30回（2013年） - 『零戦 〜搭乗員たちが見つめた太平洋戦争〜』NHKエンタープライズ、かわうそ商会 / NHK BSプレミアム
- 第31回（2014年） - 『BS1スペシャル「憎しみとゆるし マニラ市街戦 その後」』 NHKエデュケーショナル、椿プロ / NHK BS1・『「和風総本家」世界で見つけたMade in Japan 第12弾』仁プロデューシング / テレビ大阪
- 第32回（2015年） - 『ザ・プレミアム「京都人の密かな愉しみ」』オッティモ、NHKエンタープライズ、東映京都撮影所 / NHK BSプレミアム[4]
- 第33回（2016年） - 『BS1スペシャル「原爆救護〜被爆した兵士の歳月〜」』 テムジン / NHK BS1
- 第34回（2017年） - 『連続ドラマW アキラとあきら』 東阪企画 / WOWOW
- 第35回（2018年） - 『ドラマ10 「透明なゆりかご」』NHKエンタープライズ / NHK 総合
- 第36回（2019年） - 『BSフジサンデースペシャル ザ・ノンフィクション特別編 おじさん、ありがとう〜子供たちへ…熱血和尚の遺言〜』バンエイト / BSフジ、フジテレビジョン
- 第37回（2020年） - 『プロフェッショナル 仕事の流儀 庵野秀明スペシャル』スローハンド、NHKエンタープライズ / NHK総合
- 第38回（2021年） - 『ETV特集「“玉砕”の島を生きて～テニアン島 日本人移民の記録～」』NHKエンタープライズ / NHK Eテレ
- 第39回（2022年） - 『ETV特集ブラッドが見つめた戦争 あるウクライナ市民兵の8年』オルタスジャパン、NHKエデュケーショナル / NHK Eテレ
- 第40回（2023年） - 『不適切にもほどがある!』TBSスパークル / TBS[5]
- 第41回（2024年） - 『クラスメイトの女子、全員好きでした』テレパック / 読売テレビ[6]

### 総務大臣賞（含・郵政大臣賞）
- 第4回（1987年） - 『ルノワール 美しきものの肖像』 テレビマンユニオン / TBS
- 第5回（1988年） - 『TVムック「天気予報器の謎」』 テレビマンユニオン / 日本テレビ
- 第6回（1989年） - 『開高健の神秘の氷河湖に謎の巨大魚を追って』 ネクサス / TBS
- 第7回（1990年） - 『未知への旅 〜21世紀へのタイムトラベル〜』 テレビマンユニオン / テレビ朝日
- 第8回（1991年） - 『遙かなるダモイ・ラーゲリから来た遺書』 インターボイス / テレビ西日本
- 第9回（1992年） - 『99歳のモーツァルト弾き 〜ホルショフスキーの奇跡〜』 テレビマンユニオン / テレビ朝日
- 第10回（1993年） - 『あなたの声が聞きたい』 ドキュメンタリージャパン / NHK
- 第11回（1994年） - 『緑の森の三億年物語』 日本テレワーク / テレビ朝日
- 第12回（1995年） - 『青春法廷』ドキュメンタリージャパン / NHK BS2
- 第13回（1996年） - 『台湾万葉集〜命のかぎり詠みゆかむ』 クリエイティブネクサス、NHKエンタープライズ21 / NHK BS2
- 第14回（1997年） - 『スーパーテレビ情報最前線「突然妻が痴ほう症になった」』 クリエイティブネクサス / 日本テレビ
- 第15回（1998年） - 『ヒマラヤ縦断・塩の隊商がゆく』 日本電波ニュース社、NHKエンタープライズ21 / NHK総合
- 第16回（1999年） - 『スーパーテレビ情報最前線「大新宿ノラ猫物語〜小さな子猫の大冒険〜」』 えふぶんの壱 / 日本テレビ
- 第17回（2000年） - 『「課外授業ようこそ先輩」〜戦争を学ぶ 命を考える〜国境なき医師団・医師貫戸朋子』 東京ビデオセンター、NHKエンタープライズ21 / NHK総合
- 第18回（2001年） - 『ザ・ノンフィクション「生きてます、16歳 500ｇで生まれた全盲の少女」』 ザ・ワークス / フジテレビ
- 第19回（2002年） - 『金曜特集「向田邦子が秘めたもの」』NHKエンタープライズ21・カノックス / NHK BS2
- 第20回（2003年） - 『ハイビジョンスペシャル「さまよえる戦争画〜従軍画家と遺族たちの証言〜」』 NHKエンタープライズ21 / NHK-hi
- 第21回（2004年） - 『原爆の夏 遠い日の少年〜元米軍カメラマンが心奪われた一瞬の出会い〜』  テレコムスタッフ / BS-i
- 第22回（2005年） - 『NONFIX 傷だらけの育て直し 家族修業 〜絆を求めて〜』 こころ / フジテレビ
- 第23回（2006年） - 『あの夏〜60年目の恋文〜』 テレコムスタッフ、NHKエデュケーショナル / NHK BShi
- 第24回（2007年） - 『ハイビジョン特集「闘う三味線 人間国宝に挑む〜文楽 一期一会の舞台〜」』 NHKエンタープライズ、クレイジーダイアモンド / NHK BShi
- 第25回（2008年） - 『TBS水曜スペシャル「風の歌が聴きたい―音のない世界に生きる聴覚障害夫婦の16年」』 ウッドオフィス / TBS
- 第26回（2009年） - 『BS世界のドキュメンタリー「いのちの声」〜コロンビア誘拐被害者へのラジオ放送〜』 ドキュメンタリージャパン、NHKエデュケーショナル / NHK BS-1
- 第27回（2010年） - 『ハイビジョン特集「少女たちの日記帳 ヒロシマ 昭和20年4月6日〜8月6日」』 テレビマンユニオン、NHKエンタープライズ / NHK BShi
- 第28回（2011年） - 『ハイビジョン特集「若き宗家と至高の三味線」〜清元二派 88年ぶりの共演〜』 NHKエンタープライズ、クレイジーダイアモンド / NHK BShi
- 第29回（2012年） - 『開拓者たち』 テムジン、テレビマンユニオン、NHKエンタープライズ / NHK BSプレミアム
- 第30回（2013年） - 『家族ゲーム』 共同テレビジョン / フジテレビ
- 第31回（2014年） - 『NHKスペシャル「和食」千年の味のミステリー』 プロダクション・エイシア、アルテ・フランス、ポワン・ド・ジュール / NHK総合
- 第32回（2015年） - 『甘いお話 Sweets Tales』 ドキュメンタリージャパン / （YouTube配信）
- 第33回（2016年） - 『大河ファンタジー 精霊の守り人 第4回「決戦のとき」』 NHKエンタープライズ / NHK総合
- 第34回（2017年） - 『特集ドラマ 眩〜北斎の娘〜』 NHKエンタープライズ / NHK 総合
- 第35回（2018年） - 『スローな武士にしてくれ〜京都 撮影所ラプソディー〜』オッティモ、NHKエンタープライズ / NHK BSプレミアム
- 第36回（2019年） - 『完本 怪談牡丹燈籠 Beauty&Fear』オッティモ、NHKエンタープライズ / NHK BS4K
- 第37回（2020年） - 『良心を束ねて河となす　医師・中村哲 73年の軌跡』日本電波ニュース社、NHKエンタープライズ / NHK BS1
- 第38回（2021年） - 『明鏡止水～武のKAMIWAZA～五の巻 弓馬の道・居合』NHKエデュケーショナル / NHK BSプレミアム
- 第39回（2022年） - 『日曜ドラマ ブラッシュアップライフ』AX-ON / 日本テレビ

### 受賞式
ATPテレビグランプリの授賞式はNHKアナウンサー（前者）と民放1局のアナウンサー（後者）によって進行される。所属局はいずれも当時。かつてはNHK BS2（NHK衛星第2テレビジョン）で1時間番組として放送されていた。
なお、本グランプリ授賞式の正式名称は「ATP賞テレビグランプリ受賞式」となっている。これは誤植ではなく、「授ける側ではなく、受賞する創り手側が主役の賞である」という意味が込められている。
- 1996年度 - 草野満代、永井美奈子（日本テレビ）
- 1997年度 - 山本志保、八木亜希子（フジテレビ）
- 1998年度 - 武内陶子、丸川珠代（テレビ朝日）
- 1999年度 - 山田亜樹、八塩圭子（テレビ東京）
- 2000年度 - 不明、笛吹雅子（日本テレビ）
- 2001年度 - 石井麻由子、小倉弘子（TBS）
- 2002年度 - 小野文惠、佐々木恭子（フジテレビ）
- 2003年度 - 膳場貴子、野村真季（テレビ朝日）
- 2004年度 - 島津有理子、大江麻理子（テレビ東京）
- 2005年度 - 杉浦圭子、松本志のぶ（日本テレビ）
- 2006年度 - 小郷知子、山田愛里（TBS）
- 2007年度 - 鎌倉千秋、中村仁美（フジテレビ）
- 2008年度 - 小林千恵、下平さやか（テレビ朝日）
- 2009年度 - 神田愛花、森本智子（テレビ東京）
- 2010年度 - 首藤奈知子、杉上佐智枝（日本テレビ）
- 2011年度 - 神田愛花、上宮菜々子（テレビ朝日）
- 2012年度 - 西堀裕美、加藤シルビア（TBS）
- 2013年度 - 中村慶子、松丸友紀（テレビ東京）
- 2014年度 - 中川緑、西山喜久恵（フジテレビ）
- 2015年度（2016年開催） - 與芝由三栄、小熊美香（日本テレビ）
- 2016年度（2017年開催） - 高橋美鈴、山本雪乃（テレビ朝日）
- 2017年度（2018年開催） - 赤木野々花、古谷有美（TBS）
- 2018年度（2019年開催） - 廣瀬智美、福田典子（テレビ東京）

## ATP上方番組大賞
従来のATP賞が全国ネット番組や関東ローカルに集中する傾向があるとの見解を受け、「関西制作者のモチベーションの向上を図り、若い制作者が夢と誇りを持てる場を提供する事」を目的として2013年に「関西ATP賞」の名前で創設された賞。関西で制作され、放送された番組に限定して表彰を行っている。2018年の第6回より賞の名称を現在のものに改めた。